# Niederländische Fußballnationalmannschaft (U-21-Männer)
Die niederländische U-21-Fußballnationalmannschaft ist eine Auswahlmannschaft niederländischer Fußballspieler. Sie untersteht dem KNVB (Koninklijke Nederlandse
Voetbal Bond), dem niederländischen Fußballverband, und repräsentiert ihn auf der U-21-Ebene, in Freundschaftsspielen gegen die Auswahlmannschaften anderer nationaler Verbände, aber auch bei der Europameisterschaft des europäischen Kontinentalverbandes UEFA oder der Fußball-Weltmeisterschaft der FIFA. Spielberechtigt sind Spieler, die ihr 21. Lebensjahr noch nicht vollendet haben und die niederländische Staatsangehörigkeit besitzen. Bei Turnieren ist das Alter beim ersten Qualifikationsspiel maßgeblich.

## Geschichte
Die niederländische U-21 wurde 1976 gegründet. Grund dafür waren die Neuordnung und Regelung der UEFA in diesem Jahr, die die Altersbegrenzung von 23 auf 21 herabsenkte. Zuvor gab es bereits seit 1972 eine U-23, in der die Ursprünge der heutigen U-21-Auswahl liegen.
Bei den ersten fünf U-21-Fußball-Europameisterschaften zwischen 1978 und 1986 schafften es die Niederländer nicht, sich für die Endrunde zu qualifizieren. Erst 1988 erreichte die Mannschaft das Viertelfinale und traf dort auf die spanische Auswahl. Nach einem 0:1 im Hinspiel konnte sich die Mannschaft im Rückspiel mit 2:1 nach Verlängerung durchsetzen. Im Halbfinale musste sie sich allerdings dem späteren Sieger Frankreich mit 5:2 (Gesamtergebnis) geschlagen geben. Bereits das Hinspiel endete 0:5 aus der Sicht der Niederländer, der 2:0-Sieg im Rückspiel konnte das Ausscheiden aus dem Turnier nicht mehr verhindern.
Bis 1998 sollte diese erste Teilnahme auch die erfolgreichste bleiben. Beim Turnier in Rumänien schaffte es die Jong Oranije wieder bis ins Halbfinale vorzudringen, musste sich dort aber Griechenland durch eine 0:3-Niederlage beugen. Beim Spiel um Platz 3 scheiterte die Mannschaft an Norwegen.
2000 scheiterte die Mannschaft bereits in der Gruppenphase der Endrunde.
Nachdem sie 2004 nicht qualifiziert waren, überraschten die Niederländer bei der EM 2006. Nach einem holprigen Start mit einer Niederlage gegen die Ukraine und einem Unentschieden gegen Dänemark, schaffte die Mannschaft erst durch einen 2:1-Sieg gegen Titelverteidiger Italien den Sprung in die KO-Runde des Wettbewerbs. Im Halbfinale traf sie auf Frankreich: trotz eines 2:0 Halbzeitvorsprungs musste die Elftal noch in die Verlängerung, setzte sich dort dann aber mit 3:2 durch. Am 4. Juni 2006 traf sie zum zweiten Mal in diesem Turnier auf die ukrainische Auswahl. Mit einem klaren 3:0 gelang die Revanche und die Niederländer konnten den ersten EM-Triumph feiern. Klaas Jan Huntelaar mit einem Doppelpack und Nicky Hofs in der Nachspielzeit besiegelten den Erfolg.

### Finalmannschaft von 2006
Aufstellung: Kenneth Vermeer, Gijs Luirink, Urby Emanuelson, Dwight Tiendalli, Ron Vlaar, Stijn Schaars, Nicky Hofs, Ismaël Aïssati (79. Ramon Zomer), Demy de Zeeuw, Romeo Castelen (69. Daniël de Ridder), Klaas Jan Huntelaar

Trainer: Foppe de Haan

### Kader der Finalmannschaft von 2006
| Nr.        | Name                | Verein              | Geburtstag |
| Torhüter   | Torhüter            | Torhüter            | Torhüter   |
| ---------- | ------------------- | ------------------- | ---------- |
| 22         | Remko Pasveer       | Twente Enschede     | 08.11.1983 |
| 1          | Kenneth Vermeer     | Ajax Amsterdam      | 10.01.1986 |
| 21         | Michel Vorm         | FC Den Bosch        | 20.10.1983 |
| Abwehr     |                     |                     |            |
| 5          | Urby Emanuelson     | Ajax Amsterdam      | 16.06.1986 |
| 16         | Arnold Kruiswijk    | FC Groningen        | 02.11.1984 |
| 3          | Gijs Luirink        | FC Groningen        | 12.09.1983 |
| 16         | Dwight Tiendalli    | FC Utrecht          | 21.10.1985 |
| 2          | Paul Verhaegh       | Vitesse Arnheim     | 01.09.1983 |
| 17         | Ron Vlaar           | Feyenoord Rotterdam | 16.02.1985 |
| 4          | Ramon Zomer         | Twente Enschede     | 13.04.1983 |
| Mittelfeld |                     |                     |            |
| 10         | Ismaël Aïssati      | PSV Eindhoven       | 16.08.1988 |
| 19         | Edson Braafheid     | FC Utrecht          | 08.04.1983 |
| 20         | Demy de Zeeuw       | AZ Alkmaar          | 26.05.1983 |
| 8          | Nicky Hofs          | Feyenoord Rotterdam | 17.05.1983 |
| 12         | Haris Medunjanin    | AZ Alkmaar          | 08.03.1985 |
| 6          | Stijn Schaars       | AZ Alkmaar          | 11.01.1984 |
| Angriff    |                     |                     |            |
| 15         | Fred Benson         | Vitesse Arnheim     | 10.04.1984 |
| 7          | Romeo Castelen      | Feyenoord Rotterdam | 03.05.1983 |
| 11         | Daniël de Ridder    | Celta Vigo          | 06.03.1984 |
| 13         | Patrick Gerritsen   | Twente Enschede     | 13.03.1987 |
| 9          | Klaas-Jan Huntelaar | Ajax Amsterdam      | 12.08.1983 |
| 14         | Collins John        | FC Fulham           | 17.10.1985 |
| Trainer    |                     |                     |            |
|            | Foppe de Haan       |                     | 26.06.1943 |

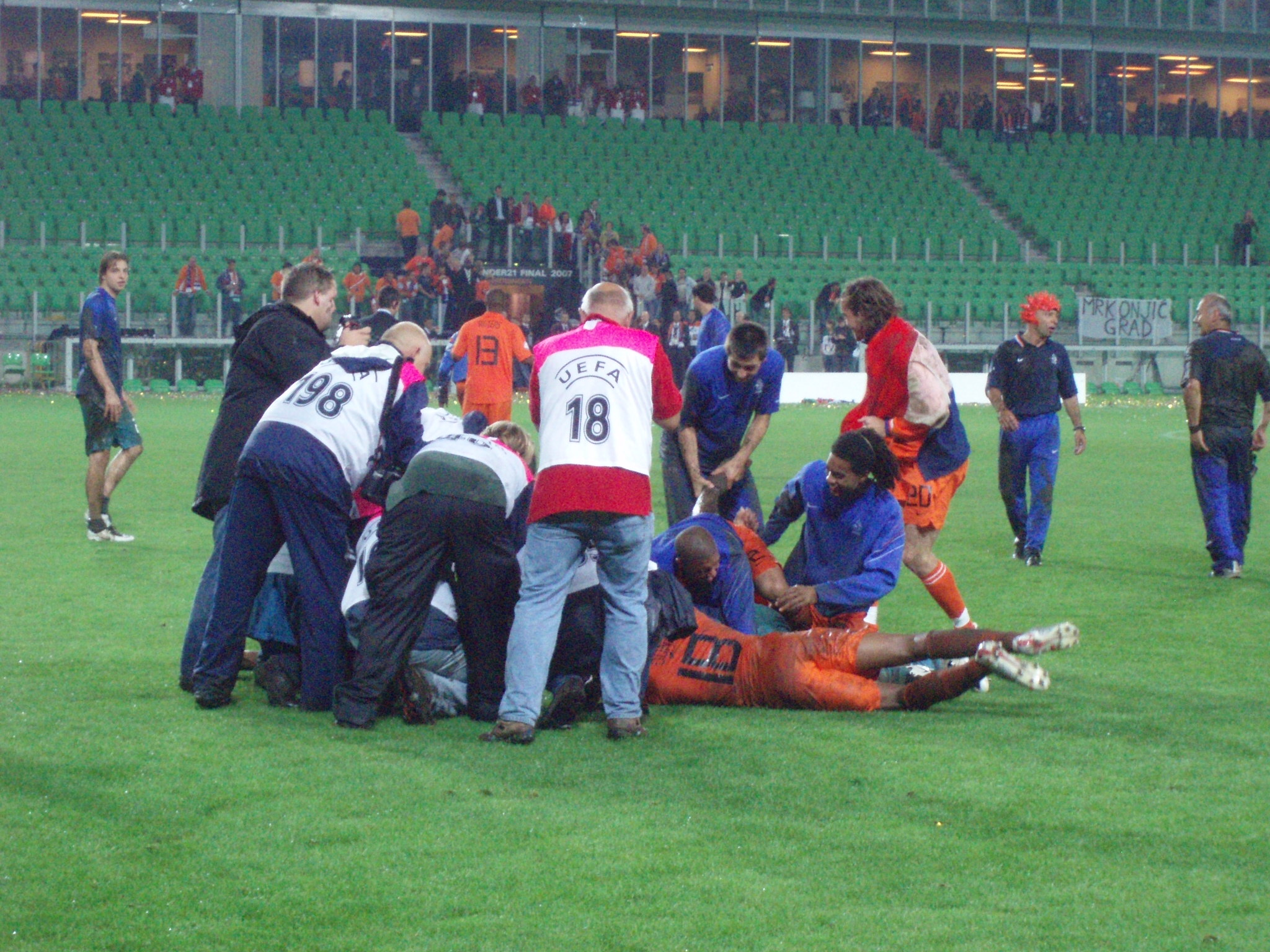
Das niederländische Team nach dem Gewinn des Europameisterschaftstitel 2007.

Zur Europameisterschaft 2007 luden die Niederländer als Gastgeber ein. Diesmal setzte sich das Bondsteam recht klar als Tabellenerster in Gruppe A durch. Einzig ein 2:2 gegen Belgien kostete im letzten, für die Niederländer unbedeutenden, Spiel einen Punktverlust. Das Halbfinale wurde 13:12 im Elfmeterschießen entschieden. Nach 90 Minuten hatte es 1:1 gestanden. Gianni Zuiverloon verwandelte den entscheidenden Treffer für die Oranije. Sechs Akteure mussten sogar zwei Mal zu einem Elfmeter antreten, und damit wurde ein neuer Rekord für die meisten Tore in einem UEFA-Pflichtspiel aufgestellt.
Im Finale am 23. Juni 2007 im Euroborg musste man sich mit Serbien auseinandersetzen. Durch einen frühen Treffer in der 17. Minute durch Otman Bakkal wurden schnell die Weichen auf Sieg gestellt. Durch Tore von Ryan Babel (60.) und Maceo Rigters (67.) war der Erfolg schon fast sicher. Nach einem Anschlusstreffer in der 79. Minute durch Dragan Mrđa, konnte Luigi Bruins (87.) kurz vor Schluss den alten Abstand wiederherstellen.
Mit Daniël de Ridder war nur noch ein Spieler aus dem Kader des Vorjahrestriumphes in der Startelf der Finalmannschaft von 2006.

### Finalmannschaft von 2007
Aufstellung: Boy Waterman, Gianni Zuiverloon, Arnold Kruiswijk, Erik Pieters (89. Calvin Jong-a-Pin), Hedwiges Maduro, Royston Drenthe (78. Roy Beerens), Ryan Babel, Daniël de Ridder, Maceo Rigters (69. Luigi Bruins), Ryan Donk, Otman Bakkal

Trainer: Foppe de Haan

### Kader der Finalmannschaft von 2007
| Nr.        | Name                  | Verein              | Geburtstag |
| Torhüter   | Torhüter              | Torhüter            | Torhüter   |
| ---------- | --------------------- | ------------------- | ---------- |
| 23         | Tim Krul              | Newcastle United    | 03.04.1988 |
| 16         | Kenneth Vermeer       | Ajax Amsterdam      | 10.01.1986 |
| 1          | Boy Waterman          | AZ Alkmaar          | 24.01.1984 |
| Abwehr     |                       |                     |            |
| 18         | Ryan Donk             | AZ Alkmaar          | 30.03.1986 |
| 8          | Royston Drenthe       | Feyenoord Rotterdam | 08.04.1987 |
| 4          | Arnold Kruiswijk      | FC Groningen        | 02.11.1984 |
| 5          | Erik Pieters          | FC Utrecht          | 07.08.1988 |
| 2          | Paul Verhaegh         | Vitesse Arnheim     | 01.09.1983 |
| 15         | Robbert Schilder      | Heracles Almelo     | 18.04.1986 |
| 21         | Frank van der Struijk | Willem II Tilburg   | 28.03.1985 |
| 3          | Ron Vlaar             | Feyenoord Rotterdam | 16.02.1985 |
| Mittelfeld |                       |                     |            |
| 10         | Ismaël Aïssati        | Twente Enschede     | 16.08.1988 |
| 22         | Otman Bakkal          | Twente Enschede     | 27.02.1985 |
| 14         | Roy Beerens           | NEC Nijmegen        | 22.12.1987 |
| 12         | Luigi Bruins          | Excelsior Rotterdam | 09.03.1987 |
| 19         | Calvin Jong-a-Pin     | SC Heerenveen       | 18.07.1986 |
| 6          | Hedwiges Maduro       | Ajax Amsterdam      | 13.02.1985 |
| 17         | Haris Medunjanin      | Sparta Rotterdam    | 08.03.1985 |
| 2          | Gianni Zuiverloon     | SC Heerenveen       | 30.12.1986 |
| Angriff    |                       |                     |            |
| 9          | Ryan Babel            | Ajax Amsterdam      | 19.12.1986 |
| 11         | Daniël de Ridder      | Celta Vigo          | 06.03.1984 |
| 20         | Tim Janssen           | RKC Waalwijk        | 06.03.1986 |
| 7          | Julian Jenner         | AZ Alkmaar          | 28.02.1984 |
| 13         | Maceo Rigters         | NAC Breda           | 22.01.1984 |
| Trainer    |                       |                     |            |
|            | Foppe de Haan         |                     | 26.06.1943 |

Auch zur U-21-Fußball-Europameisterschaft 2009 in Schweden wollten die Niederländer anreisen und den Titel verteidigen. Nach guten Start in der Gruppe 5, verpasste es das Team den Gruppensieg perfekt zu machen. In den letzten vier Begegnungen wurden nur vier der möglichen zwölf Punkte erreicht, darunter zwei Niederlagen gegen die Schweiz, und damit nur Platz zwei. Somit musste man den Schweizer Alpenfußballern Vortritt lassen und verpasste die EM. Im Juli darauf wurde Foppe de Haan als Trainer der Mannschaft gekündigt. Seinen Platz nahm Cor Pot ein. Dieser betreute das Team bereits zwischen 2002 und 2003.

## Teilnahme an Junioren-Europameisterschaften

### Teilnahme bei U-23 Europameisterschaften
- 1972: Viertelfinale
- 1974: Viertelfinale
- 1976: Halbfinale

### Teilnahme bei U-21 Europameisterschaften
| 1978                           | nicht qualifiziert |
| 1980                           | nicht qualifiziert |
| 1982                           | nicht qualifiziert |
| 1984                           | nicht qualifiziert |
| 1986                           | nicht qualifiziert |
| 1988                           | Halbfinale         |
| 1990                           | nicht qualifiziert |
| 1992                           | Viertelfinale      |
| 1994 in Frankreich             | nicht qualifiziert |
| 1996 in Spanien                | nicht qualifiziert |
| 1998 in Rumänien               | 4. Platz           |
| 2000 in der Slowakei           | 5. Platz           |
| 2002 in der Schweiz            | Viertelfinale      |
| 2004 in Deutschland            | nicht qualifiziert |
| 2006 in Portugal               | Sieger             |
| 2007 in Niederlanden           | Sieger             |
| 2009 in Schweden               | nicht qualifiziert |
| 2011 in Dänemark               | nicht qualifiziert |
| 2013 in Israel                 | Halbfinale         |
| 2015 in Tschechien             | nicht qualifiziert |
| 2017 in Polen                  | nicht qualifiziert |
| 2019 in Italien und San Marino | nicht qualifiziert |
| 2021 in Slowenien und Ungarn   | Halbfinale         |
| 2023 in Rumänien und Georgien  | Gruppenphase       |
| 2025 in der Slowakei           | Halbfinale         |

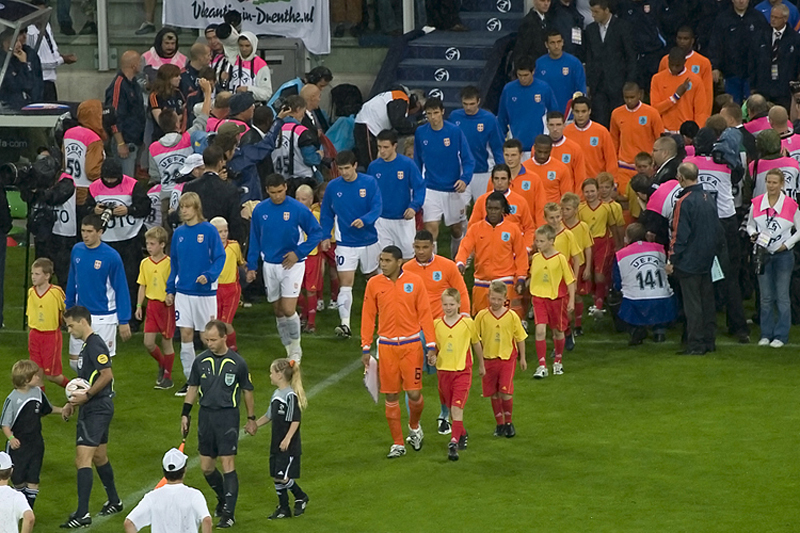
Serbien und die Niederlande im Finalspiel von 2007

Bemerkung: Zwischen 1978 und 1992 wurde die Endrunde einer U-21-Europameisterschaft nicht in einem Land ausgetragen, sondern durch Hin- und Rückspiele in den jeweiligen teilnehmenden Nationen absolviert.

## Bisherige Trainer (unvollständig)
- Siem Plooijer (1970–1971)
- Ger Blok (1981–1984)
- Nol de Ruiter (1987–1992)
- Hans Dorjee (1997–1998)
- Han Berger (1998–2000)
- Mark Wotte (2000–2002)
- Cor Pot (2002–2003)
- Ruud Gullit (2003–2004)
- Foppe de Haan (2004–2009)
- Cor Pot (2009–2013)
- Albert Stuivenberg (2013–2014)
- Adrie Koster (2014)
- Remy Reynierse (2014–2015)
- Fred Grim (2015–2016)
- Art Langeler (2016–2018)
- Erwin van de Looi (2018–2023)

## Rekordspieler

### Meiste Länderspiele

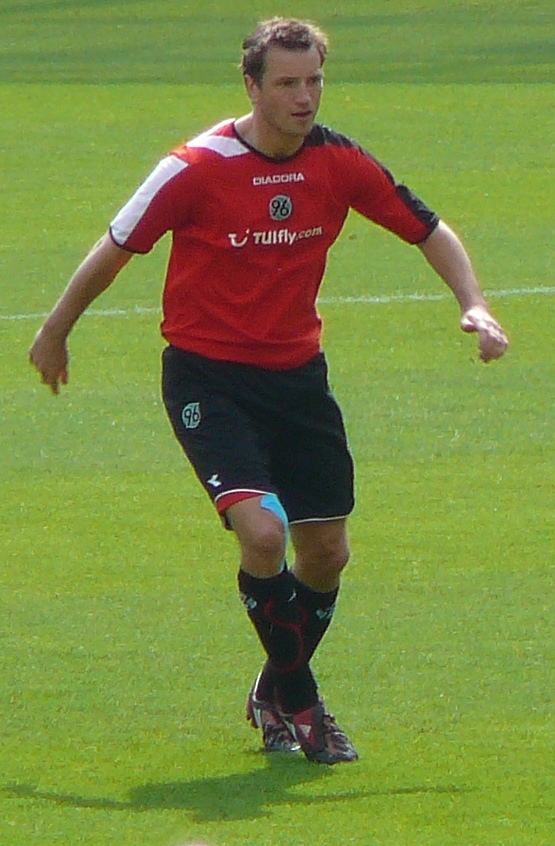
Arnold Bruggink hat, neben Leroy Fer, die meisten Einsätze in der Jong Oranje absolviert.

| #  | Name                | Zeitraum  | Spiele | Tore |
| -- | ------------------- | --------- | ------ | ---- |
| 1  | Arnold Bruggink     | 1995–1999 | 31     | 15   |
| 1  | Leroy Fer           | 2009–2013 | 31     | 06   |
| 3  | Daniël de Ridder    | 2004–2007 | 30     | 01   |
| 4  | Niels Oude Kamphuis | 1996–2000 | 28     | 02   |
| 5  | Roy Makaay          | 1994–1998 | 27     | 15   |
| 5  | Mark van Bommel     | 1996–2000 | 27     | 03   |
| 7  | Kiki Musampa        | 1996–2000 | 25     | 08   |
| 7  | Arnold Kruiswijk    | 2003–2007 | 25     | 0    |
| 9  | Georginio Wijnaldum | 2009–2013 | 24     | 10   |
| 10 | Daley Blind         | 2009–2013 | 23     | 0    |
| 10 | Klaas-Jan Huntelaar | 2002–2006 | 23     | 18   |
| 10 | Bram Nuytinck       | 2010–2013 | 23     | 02   |
| 10 | Marco van Ginkel    | 2011–2014 | 23     | 04   |

Stand: 29. Mai 2014

### Meiste Länderspieltore

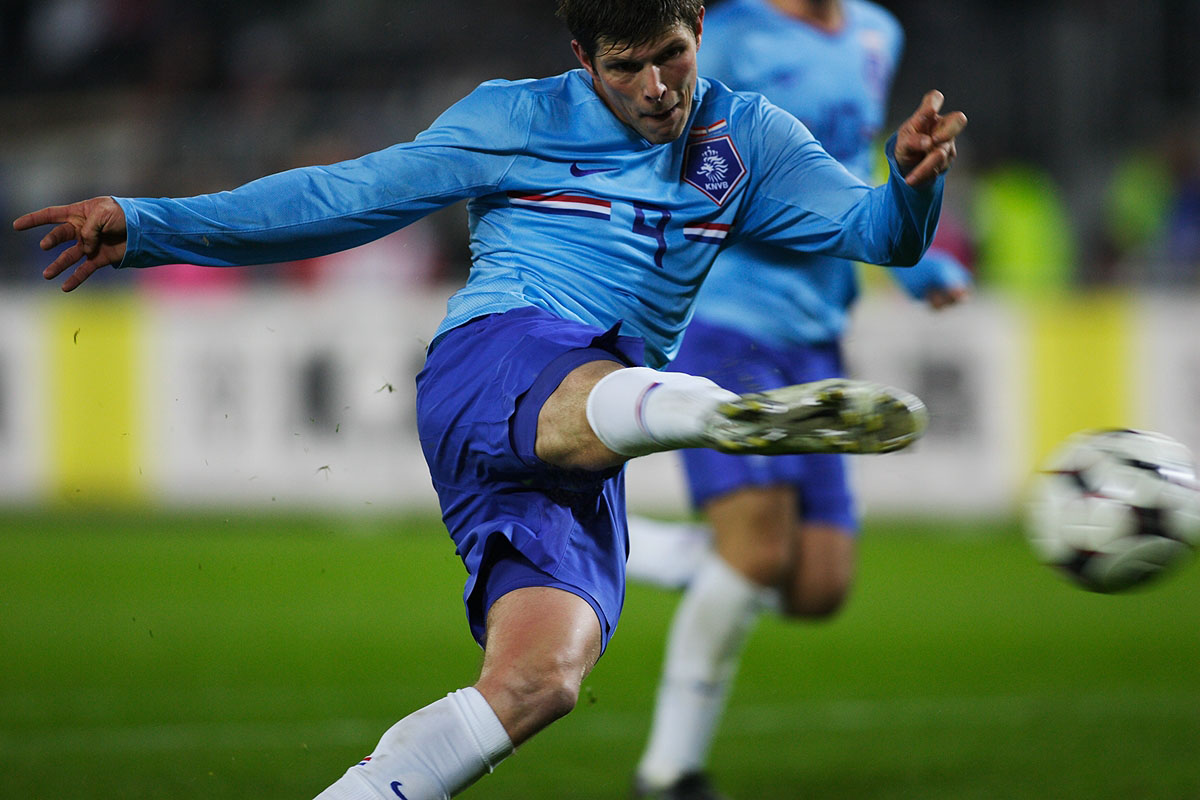
Huntelaar erzielte bislang die meisten Tore in der niederländischen U-21 Auswahl.

| #  | Name                | Zeitraum  | Tore | Spiele | Durchschnitt |
| -- | ------------------- | --------- | ---- | ------ | ------------ |
| 1  | Klaas-Jan Huntelaar | 2002–2006 | 18   | 23     | 0,78         |
| 2  | Roy Makaay          | 1994–1998 | 15   | 27     | 0,56         |
| 2  | Arnold Bruggink     | 1995–1999 | 15   | 31     | 0,48         |
| 4  | Género Zeefuik      | 2011–2012 | 10   | 12     | 0,83         |
| 4  | Georginio Wijnaldum | 2009–2013 | 10   | 24     | 0,42         |
| 6  | Kiki Musampa        | 1996–2000 | 08   | 25     | 0,32         |
| 7  | Edwin Bakker        | 1984–1985 | 07   | 07     | 1,00         |
| 7  | Ronald de Boer      | 1989–1992 | 07   | 09     | 0,78         |
| 7  | Quincy Promes       | 2013–2014 | 07   | 10     | 0,70         |
| 10 | Maceo Rigters       | 2007      | 06   | 09     | 0,67         |
| 10 | Willy Carbo         | 1980–1981 | 06   | 14     | 0,43         |
| 10 | Luc Castaignos      | 2011–2014 | 06   | 15     | 0,40         |
| 10 | Leroy Fer           | 2009–2013 | 06   | 31     | 0,19         |

Stand: 3. Juni 2014

## Ehemalige Spieler
Auswahl
- Jo Bonfrere
- Roy Makaay
- Ferdi Kadıoğlu
- Ibrahim Afellay
- Klaas-Jan Huntelaar
- Nicky Hofs
- Arnold Bruggink
- Urby Emanuelson
- Ryan Babel